# 과천시의 향토유적
과천시의 향토유적은 다음 각 호에 해당하는 것을 말한다.
1. 「문화재보호법」 및 건조물법에 따라 문화재 및 건조물로 지정되지 아니한 것으로서 향토의 역사, 예술상 가치가 있는 것과 이 준하는 고고자료
2. 향토문화재로서 보존가치가 있을 것으로 기대되는 유적
3. 향토문화, 토속, 풍속으로 연구하는데 필요한 자료
4. 향토문화 기반시설 확충·조성 연구에 필요한 자료

## 지정 목록
| 번호 | 그림 | 명칭              | 소재지                    | 관리자 | 지정·해제일자                                                   | 비고 |
| ---- | ---- | ----------------- | ------------------------- | ------ | --------------------------------------------------------------- | ---- |
| 1호  |      | 관악사지          | 경기 과천시 중앙동 산12-9 |        | 지정일자 미상, 2003년 4월 21일 해제, 경기 기념물 제190호로 승격 |      |
| 2호  |      | 일명사지          | 경기 과천시 중앙동 산11   |        | 지정일자 미상 2003년 4월 21일 해제, 경기 기념물 제191호로 승격  |      |
| 3호  |      | 효자 최사립정문   | 경기 과천시 문원로 40-2   |        | 1998년 1월 12일 지정                                            |      |
| 4호  |      | 홍촌마애승상      | 경기 과천시 중앙동 산3    |        | 1998년 1월 12일 지정                                            |      |
| 5호  |      | 역대 현감비석군   | 경기 과천시 관악산길 58   |        | 2009년 11월 9일 지정                                            |      |
| 6호  |      | 마애명문 단하시경 | 경기 과천시 중앙동 산 8-9 |        | 2009년 11월 9일 지정                                            |      |

## 참고 문헌
- 과천시청 홈페이지 - 고시